# Hans Danuser
Hans Danuser (19. března 1953 – 30. srpna 2024) byl švýcarský umělec a fotograf. Jeho první velké dílo, cyklus In vivo, mu přineslo mezinárodní věhlas, prolomil v něm několik společenských tabu v oblasti genetického výzkumu a jaderné fyziky. Od 90. let se Danuser kromě svých fotografických studií stále více zaměřoval na transdisciplinární (výzkumné) projekty v oblasti umění a vědy.

## Umělecké dílo
Danuser byl zván, aby svými díly přispěl na mezinárodní akce, jako jsou bienále v Benátkách a Lyonu. Byl jedním z prvních fotografů, kteří učinili koncepčně přesvědčivý krok a v rámci muzejní výstavy představil své velkoformátové obrazy na podlaze. V 80. letech Danuser zahájil práci na svém cyklu In vivo, který dokončil v roce 1989. Současně produkoval architektonické fotografie v projektu Partituren und Bilder / Scores and Pictures. V roce 1990 Danuser vyhrál soutěž na velkoplošný design stěn na univerzitě v Curychu-Irchelu, která vedla k Institutsbilder (1992). Později dokončil další projekt v architektonickém kontextu, Schiefertafel Beverin (2000–2001). Série Frozen Embryo, vytvořená v 90. letech 20. století, navazující na In vivo, také předznamenala dvě pokračující práce, The Erosion Project a Entscheidungsfindung – Decision taking.

## Životopis
Danuser se narodil v roce 1953 v Churu. Poté, co v letech 1972 až 1974 pracoval v Curychu pro německého reklamního a módního fotografa Michaela Lieba, začal Danuser experimentovat s emulzí citlivou na světlo na ETHZ Federal Institute of Technology Zurich.
- 1979–1989: Práce na cyklu In vivo
- 80. a 90. léta: Práce v Curychu a New Yorku
- 1986: Umělec v rezidenci v Los Alamos.
- Od 90. let: Velkoformátové série fotografií jako instalace v prostoru a transdisciplinární projekty v umění a vědě.[2]
- Jaro 2009: První hostující umělec v Centru pro studium teorie a dějin fotografie na Institutu dějin umění Univerzity v Curychu a následně hostující profesor na ETH Zurich.

Danuser sídlil především v Curychu.
Hans Danuser zemřel 30. srpna 2024.

## Série a projekty

### Out of Paradies
Sérii prací tvoří nalezené a inscenované šablonové malby, vytvořené pomocí sprejů na různé podpěry, na rozhraní veřejného a soukromého prostoru. Fotografoval je od 80. let v různých městech Evropy a Spojených států. Pomíjivost v existenci šablonových obrazů na fyzických substrátech přebírá Danuserova fotografie a pomocí digitálního zpracování obrazu a techniky sublimačního tisku na hliník je transformována do obrazů, které svým brilantně reflexním vzhledem naznačují pomíjivé a digitální povrchy obrazovek (Peer 2019).
- Out of Paradies (80. léta–2019)

### Matografy – Projekt jednoho milionu liber
Matografy – The-One-Million-Pound-Projekt (probíhající práce) byl vyvinut ve spolupráci s výzkumnými odděleními Ciba-Geigy (dnes Novartis ), Basel a Bayer Werke / Agfa Gevaert, Leverkusen (dnes AGFA ). Patentováním „matografů“, nového fotografického procesu, Danuser sledoval cíl, aby byl schopen „zpracovat substrát barvou podle [svých] představ, než jej natřít fotografickou černobílou emulzí (Sadkowsky 2018, 7), na rozdíl od komerčně dostupných fotografických papírů, které mají podporu bílé vrstvy, se mu tak na přelomu od analogové k digitální fotografii daří „zavést novou perspektivu, totiž nasměrovat pohled fotografa k sobě na jinak nepovšimnuté pozadí [fotografického tisku]. "(Folkers, 2018, 86).
- Party skončila (1984/2016)
- Matografy a sopky (1996–2018)
- AT Matographs (1997)
- Matografie, část I (1993–1996)

#### Předchozí práce
- Delta (1990–1996)

### Entscheidungsfindung – rozhodování

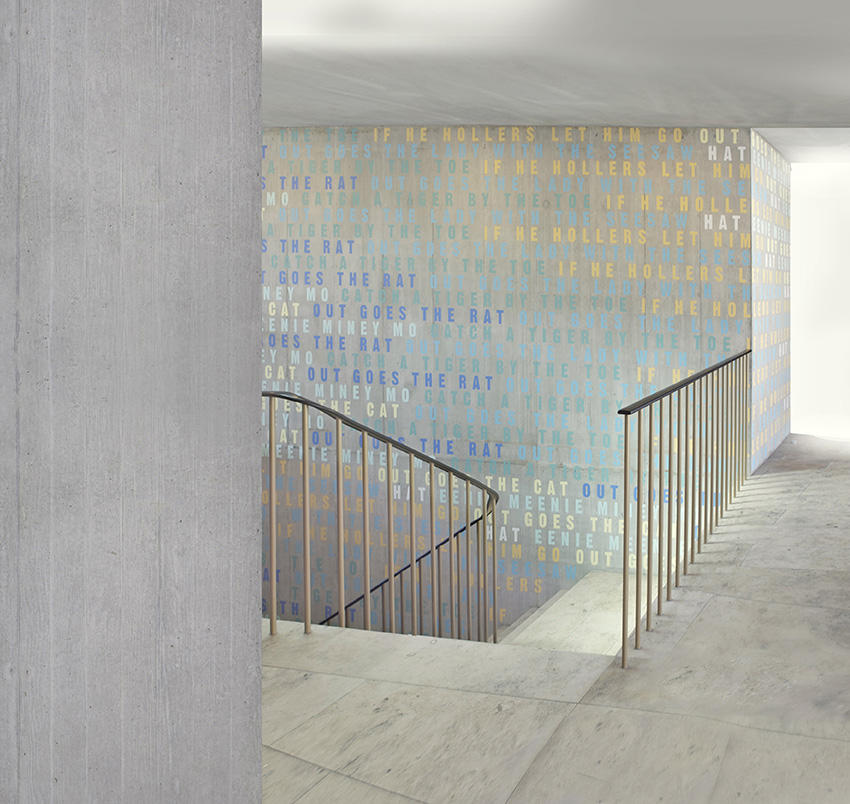
Danuser, Akka Bakka, 2013, projekt umění v architektuře, Ministerstvo zdravotnictví, kanton Curych

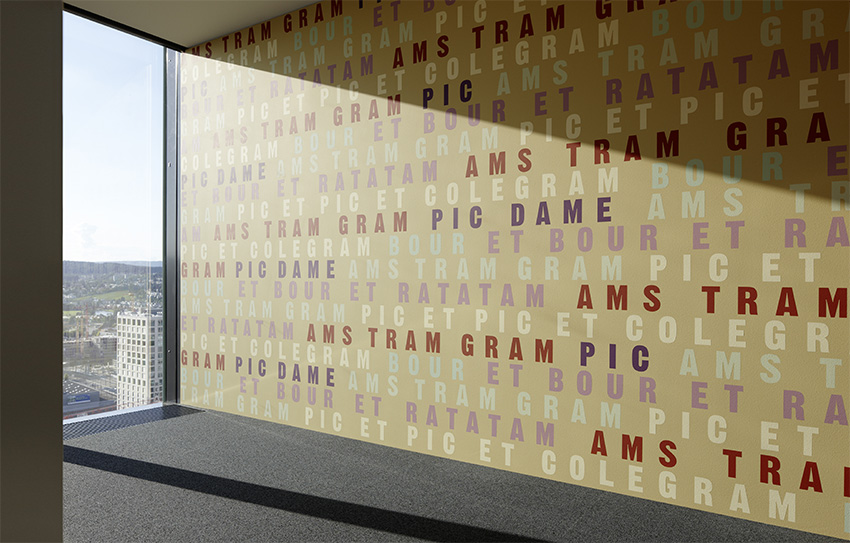
Danuser, Piff Paff Puff, 2010/2011, art-in-architecture projekt, Prime Tower, Curych

Projekt Counting Out Rhymes na téma Entscheidungsfindung – rozhodování (probíhající práce) zahrnuje videostanice a umění v architektuře. Danuser se zajímá o přístupy a modely používané při rozhodování jako sociální a politický nástroj, od matematické teorie až po praktické dětské říkanky. Rýmy – „mixtum compositum rozumu a představivosti“ – jsou stejně významné jako matematické vzorce a fyzikální zákony, protože jsou založeny na „neracionálních procesech rozhodování“ a proto odrážejí základní strukturu současných modelů myšlení.
- Joggeli (Nationale Suisse, Basilej, 2014)
- Akka Bakka (Curych ministerstvo zdravotnictví, 2013)
- Piff Paff Puff (Prime Tower, 2010–2012)
- Insert-Du (2009)
- Videoinstalace (od roku 2008)

#### Předchozí práce
- Wildwechsel (1993)

### Projekt eroze

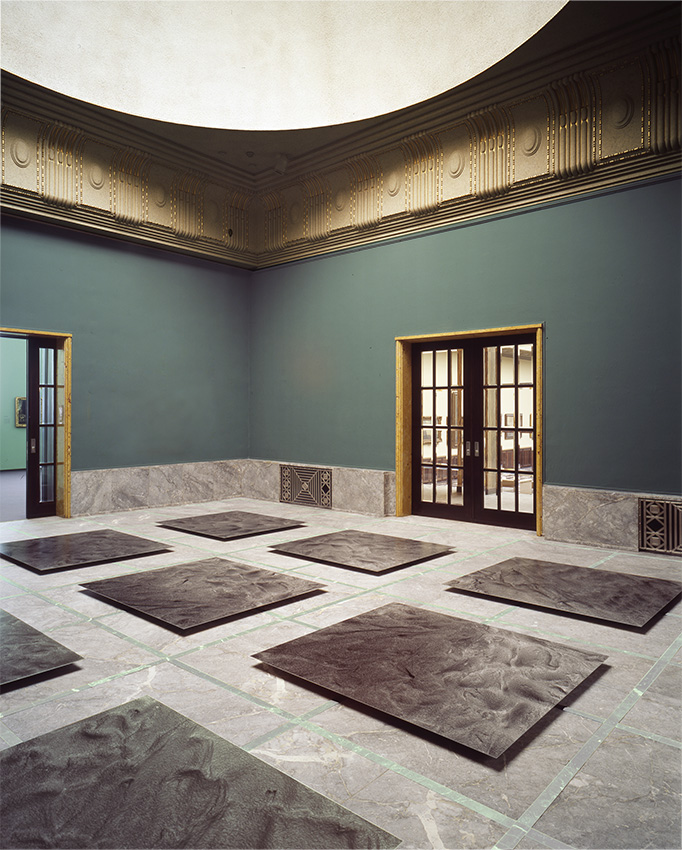
Danuser, Erosion III – podlahová instalace, 2000–2006, 9 dílů (III 1–III 9), fotografie na barytovém papíře, každá 150 x 140 cm, instalace v Kunsthaus Zürich (sál Böcklin).

Projekt Eroze (probíhající práce) provádí výzkum eroze přírodní a kultivované krajiny, který má podobu jasné, redukované estetiky. „Projekt se skládá ze tří řad: podlahové instalace, Eroze I-VII (2000–2006); Modeling Erosion (2003–2007), vytvořený ve spolupráci s ETH Zurich Institute of Geotechnical Engineering; a Landschaft in Bewegung/Moving Landscape (2008–), spolupráce s laboratoří anorganické chemie ETHZ v rámci výzkumného projektu Farbe und Fotografie / Color and Photography. Dřívější práce byly klíčové pro sérii, konkrétně Landschaften (1993–1996) a projekt umění v architektuře Schiefertafel Beverin (2001).
- Eroze I-VII (2000-2006)
- Modeling Eroze (2003–2007)
- Landschaft in Bewegung/Moving Landscape (od roku 2008)

#### Předchozí práce
- Landschaften (1993–1996)
- Strangled Body (1995, 2001)
- Schiefertafel Beverin (2000-2001)

### Řada zmrazených embryí

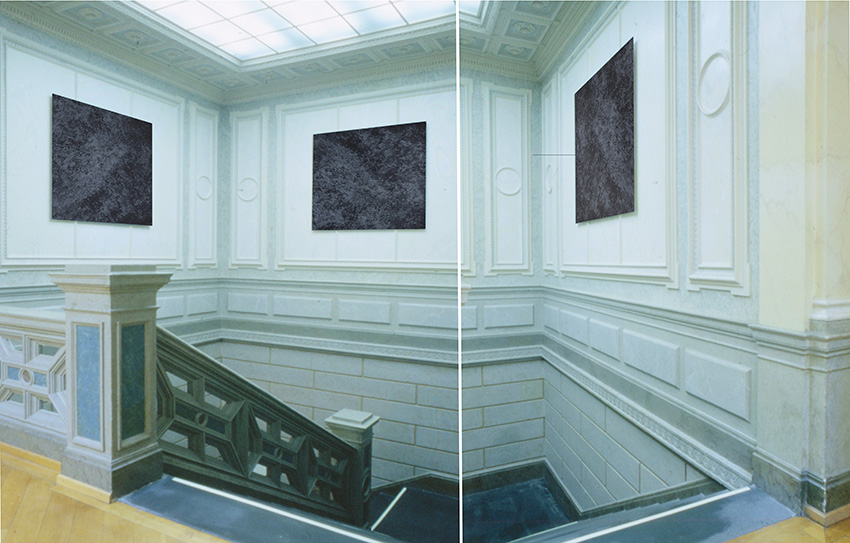
Danuser, Instalace Frozen Embryo, Bündner Kunstmuseum, 2000, fotografie na barytovém papíře, 3dílné, každá 141 x 150 cm, instalace v atriu Villa Planta a schodiště do stálé sbírkové expozice v 1. patře.

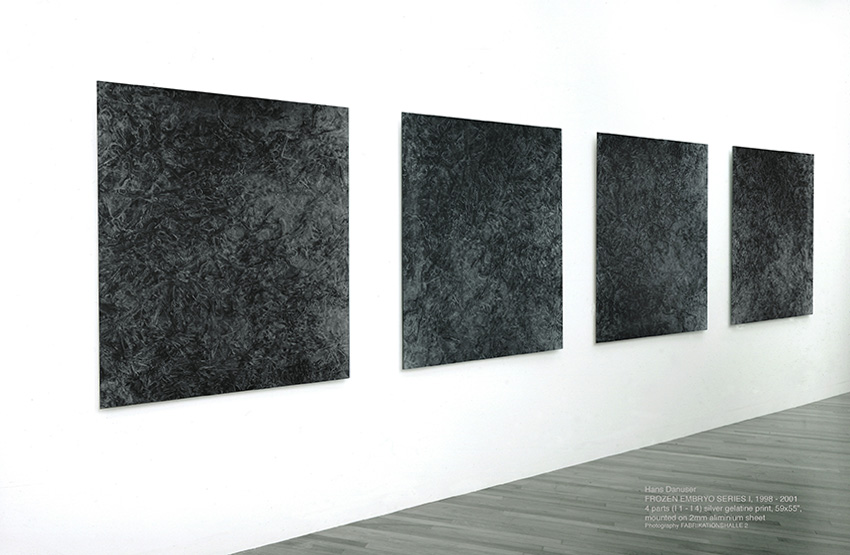
Danuser, Frozen Embryo Series I, 1998–2001, 4-part (I1–I4), stříbrný želatinový tisk, 59x55 cm, fotografie: Fabrikationshalle 2.

Fotografie ze série Frozen Embryo Series (1996–2000) mají svůj původ v lékařských laboratořích a výzkumu genů. Danuser si v těchto dílech pohrává s příležitostmi, které nabízí analogová fotografie: vezme jediný negativ (který nazývá „originál“) a otočením a zrcadlením v temné komoře z něj vygeneruje řadu dalších snímků, které nazývá “one-offs” („jednorázové“). Pro posílení tohoto dojmu zvolil Danuser jako formát pro své fotografie čtverec, mírně natažený na 140 cm x 150 cm. Série Frozen Embryo byla poprvé představena v Kunsthaus Zürich v roce 1996. Günter Metken v katalogu výstavy píše: „Aniž by to bylo explicitní, práce Hanse Danusera se zabývá klasickým problémem – a paradoxem – malby: vnímáním přírody a její reprodukcí, napětím mezi povrchem a hloubkou, objemem a dvojrozměrností, popředím a pozadím, mikroskopie a totality, vidění a hmatem. Umělec tyto problémy aktualizuje a přesto nám jeho proud plujících tvarů připomíná Monetovy Lekníny. Náš pohled se toulá, toulá, sleduje klikaté tvary v extázi smyslné expanze a zjemnění.“
- Instalace zmrazeného embrya (1996)

### Skóre a obrázky
V roce 1988 Danuser poprvé ukázal snímky v Architekturgalerie Luzern pod názvem Partituren und Bilder, jejichž fotografováním byl pověřen architektem Peterem Zumthorem, oceněným Pritzkerovou cenou v letech 1986–1988: Atelier des Architekten (Ateliér architekta) v Haldensteinu, Schutzbauten über römischen Funden (Ochranné pavilony nad římskými nálezy) v Churu a Kapelle Sogn Benedetg (Kaple sv. Benedikta) v oblasti Surselva v kantonu Graubünden. Umělec-fotograf dostal od architekta carte blanche. Ve své eseji v knize Zumthor sehen. Bilder von Hans Danuser – Nachdenken über Architektur und Fotografie, Philip Ursprung, profesor současného umění a dějin architektury, pojednává o dopadu, který Danuserovy fotografie v Partituren und Bilder měly na zobrazení architektury ve fotografii: „S jeho fotografiemi Sogna Benedetga, Danusera radikálně změnil konvence architektonické fotografie. Místo neutrální dokumentace ho zajímal osobní výklad. A místo toho, aby tento jev zredukoval na fotografii, budovu jakoby rozebral na jednotlivé části, jako krátký film, který téma rozděluje do sekvencí a ukazuje jej z různých perspektiv; dnes by se tomu dalo říkat performativní. Tyto fragmenty nabízejí pozorovateli příležitost rekonstruovat budovu ve fantazii.“
- Partituren und Bilder. Architektonische Arbeiten aus dem Atelier Peter Zumthor (1985–1988) (Score and Pictures. Architektonické dílo z ateliéru Petera Zumthora)
- Peter Zumthor, Therme Vals, in Zusammenarbeit mit Fritz Hauser, Sounding Stones Therme Vals (1996) (Peter Zumthor, Vals Thermal Baths, ve spolupráci s Fritz Hauser, Sounding Stones Vals Thermal Baths)
- Zumthor sehen. Bilder von Hans Danuser (2009) (Looking at Zumthor, Pictures by Danuser)

### In vivo

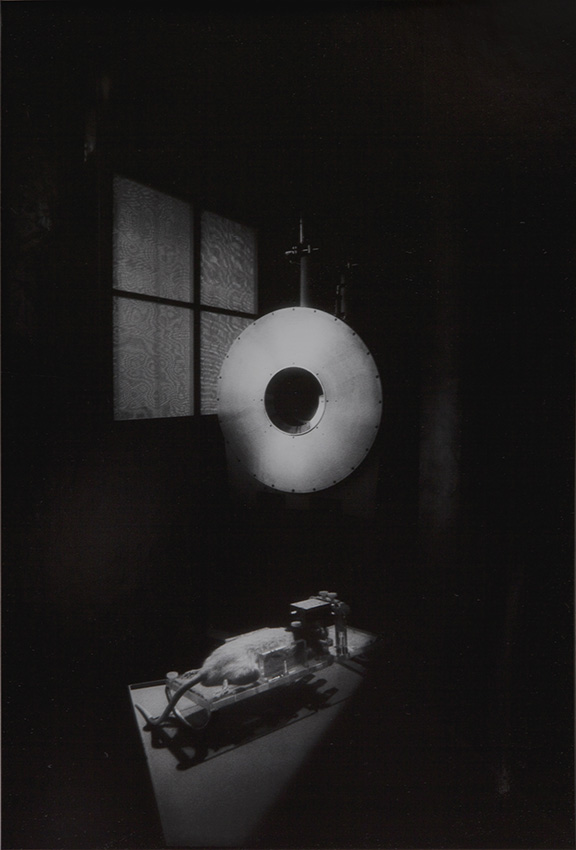
Danuser, In Vivo, 1980–1989, Chemie I (VI 1), fotografie na barytovém papíru, 50x40 cm. Settings: farmakologický a chemický výzkum, analýzy a výrobní zařízení.

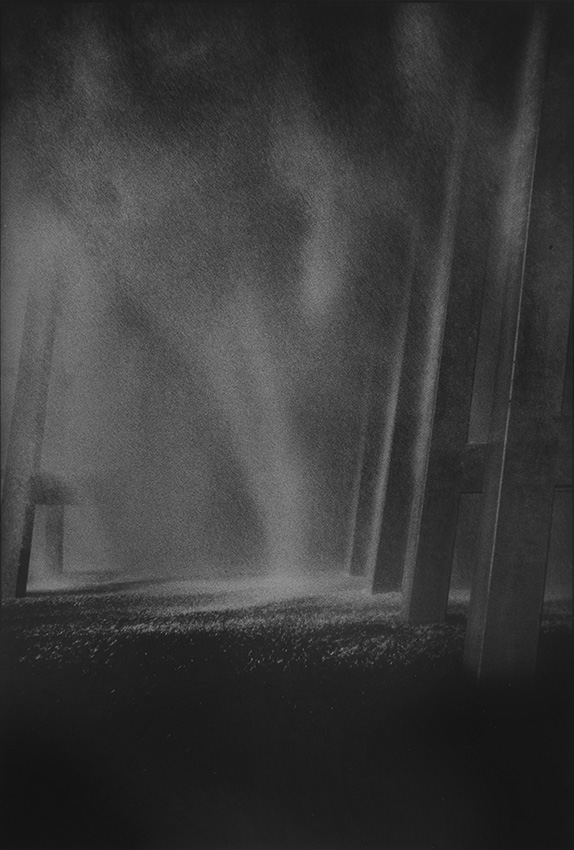
Danuser, In Vivo, 1980–1989, A-Energie (I 1), fotografie na barytovém papíru, 50x40 cm. Settings: nuclear power, reactor research and radioactive waste facilities.

Danuser pracoval deset let na sedmi sériích snímků, které v roce 1989 sestavil pod názvem In vivo a poprvé je představil veřejnosti v Kunstmuseum Aarau; výstavu kurátorsky připravil Beat Wismer. Fotografie pořízené v Evropě a USA jsou v In vivo uspořádány do sedmi sekcí: A-Energie, Medizin I, Gold, Medizin II, Chemie I, Los Alamos, Chemie II. Práce zobrazující různá pracoviště ve výzkumných a výrobních zařízeních umožňuje nahlédnout do tabuizovaných oblastí pozdně průmyslové západní společnosti, aniž by ukazovala samotné lidi. Obrázky posuzují ambivalenci fotografie mezi dokumentací a fikcí. Dílo se objevilo v knize vydané Larsem Müllerem v roce 1989, také nazvané In vivo.
- In Vivo (1980–1989), 93 černobílých fotografií

## Publikace

### Vybrané publikace a umělecké knihy / primární literatura
- Bündner Kunstmuseum Chur (ed.), Hans Danuser – Drei Fotoserien Chur: Bündner Kunstmuseum 1985.
- Hans Danuser, Partituren und Bilder. Architektonische Arbeiten aus dem Atelier Peter Zumthor 1985–1988. (Publikační doprovodná eponymní výstava, Architekturgalerie Luzern 2.–23. října 1988, Haus der Architektur Graz, 27. července – 18. srpna 1989). Lucern: Architekturgalerie, 1988
- Aargauer Kunsthaus (ed.), Hans Danuser – In vivo – 93 Fotografien. In vivo. Baden: Lars Müller, 1989
- Bündner Kunstmuseum Chur (ed.), Hans Danuser. Wildwechsel. Baden: Lars Müller 1993.
- Reto Hänny, Helldunkel. Ein Bilderbuch. Frankfurt: Suhrkamp, 1994
- Delta. Fotografien 1990–1996. (Publikační doprovodná eponymní výstava: Kunsthaus Zürich: 12. dubna–23. června 1996). Baden: Lars Müller, 1996
- Nidwaldnerovo muzeum a spol. (eds.), Hans Danuser. AT (doprovodná výstava, Im Höfli, Stans, 26. října–21. prosince 1997), Stans, 1997.
- Danuser (fotografie) a Urs Stahel (text), Frost. (příloha k publikaci doprovázející stejnojmennou výstavu, Fotomuseum Winterthur: 9. 11. 2001 – 6. 1. 2002). Curych: Scalo, 2001.
- Hartmut Böhme v rozhovoru s Hansem Danuserem, Die Oberflächen sind niemals stabil. In: Die neue Sichtbarkeit des Todes. eds. Thomas Macho a Kristin Marek, Berlín, s obrazovou dokumentací k Danuser's In vivo, Frozen Embryo Series, Strangled Body, Erosion. Mnichov: Wilhelm Fink, 2008 s. 239–273.
- Flurina Paravicini a kol. (eds.), Hans Danuser – The Counting Out Rhymes Project über Entscheidungs Findung / Decision Taking, s texty Ursuly Pia Jauch a Beat Stutzer a sítotiskovou přílohou od Danusera. Lucern: Periferia, 2008.
- Hans Danuser, Entscheidungsfindung, s texty Stefana Zweifela, Gerda Folkerse a Stefana Kaisera a rozhovorem mezi umělcem a Andrewem D. Barbourem. In: DU – Periodikum pro umění a kulturu, číslo 795/duben 2009, s. 80–107.
- Zumthor sehen. Bilder von Hans Danuser, s esejem Philipa Ursprunga a rozhovorem mezi Köbi Gantenbeinem a Danuserem. Curych: Hochparterre bei Scheidegger & Spiess, 2009.
- Hans Danuser, Erosion und Landschaft in Bewegung, s rozhovorem mezi Christianem Kerezem a Danuserem. V: trans 20, 2012, gta, Curych.
- Wulf Rössler, Danuser (eds.), Burg aus Holz – das Burghölzli. Von der Irrenheilanstalt zur Psychiatrischen Universitätsklinik Zürich. Entwicklungen, Innen- und Aussensichten. Neue Zürcher Zeitung Libro, Curych 2013, ISBN 978-3-03823-739-6.
- Danuser, Bettina Gockel (eds.), Nové hledání fotografie. Hans Danuser – Gespräche, Materialien, Analysen (studie teorie a dějin fotografie 4). Berlín/Boston: De Gruyter 2014.

### Vybraná sekundární literatura
- Urs Stahel a Guido Magnaguagno, Neue Schweizer Photographen. In: DU – Periodical for Art and Culture 8, 1985, Zürich, s. 24–67.
- Günter Metken: Die Bilder der Dinge: Die von der Oberfläche der Körper wie Häutchen sich schälen. In: Hans Danuser – Delta. (Publikační doprovodná eponymní výstava: Kunsthaus Zürich: 12. dubna–23. června 1996). Baden: Lars Müller, 1996.
- Thilo König: Hans Danuser – 'Mráz'. In: Kunstforum International no. 159 (duben–květen) 2002, s. 416–417.
- Beat Stutzer, Schärfe und Beharrlichkeit – zu den Bildern von Hans Danuser. In: Bündner Jahrbuch 2003. Chur: 2003.
- Suzann-Viola Renninger: Ene, mene, mei. Der Künstler Hans Danuser. In: Schweizer Monatshefte. Periodikum pro politiku, obchod a kulturu, číslo 01/02, leden/únor 2007, str. 4
- Gisela Kuoni, Hans Danuser „Auszählen – The Counting Out Rhymes Project“. In: Kunstbulletin, 11/2008, Curych, s. 72–73.
- Marco Baschera, Von der vorzeitlichen Präsenz eine Platzes. In: Präsenzerfahrung in Literatur und Kunst / Beiträge zu einem Schlüsselbegriff der ästhetischen und poetologischen Diskussion. S obrázkovou vložkou na Danuser – Schiefertafel Beverin. Mnichov: Wilhelm Fink 2008, s. 75–100.
- Bettina Gockel, Nekalibrováno: Z hlediska barev — Hans Danuser. In: Bettina Gockel (ed.), Barvy fotografie (studie teorie a dějin fotografie 10). Berlin/Boston: De Gruyter 2021, str. 173–200.

## Vybrané samostatné výstavy
- 1985: Kunstmuseum Graubünden, Chur ("Drei Fotoserien")
- 1986: Gewerbemuseum Basel ("Drei Fotoserien")
- 1986: Photoforum PasquArt, Biel
- 1988: Architekturgalerie, Lucerne ("Partituren und Bilder. Architektonische Arbeiten aus dem Atelier Peter Zumthor 1985-1988")
- 1989: Aargauer Kunsthaus, Aarau ("In vivo")
- 1990: Curt Marcus Gallery, New York ("Photographs")
- 1991: Städtische Galerie im Lenbachhaus, Mnichov ("In vivo")
- 1993: Bündner Kunstmuseum, Chur ("Wildwechsel")
- 1996: Kunsthaus Zürich, Curych ("Delta. Fotografie 1990–1996")
- 1998: Kunstmuseum Nidwalden, Stans ("AT")
- 1999: Walter Merian Haus, Basilej ("Nah und Fern")
- 2001: Fotomuseum Winterthur, Winterthur ("Frost")
- 2003: Scalo Galerie, New York ("Frozen")
- 2003: Galerie Luciano Fasciati, Chur ("Modeling Erosion")
- 2005: Villa Garbald, Castasegna ("Projekt Garbald")
- 2006: Moskevský dům fotografie, Big Manesh, Moskva ("Eroze")
- 2008: Galerie Luciano Fasciati, Chur („Auszählen – The Counting Out Rhymes Project“)
- 2009: Galerie Luciano Fasciati, Chur ("Nachdenken über Fotografie und Architektur")
- 2012: Sempre Sternwarte, ETH Curych ("Ein Colloquium der Dinge")
- 2014: Municipio Bregaglia, Promontogno ("Uccelin gion fond dal mer")

## Ocenění
- 1987: Canton Graubünden Recognition Award for Visual Arts
- 1992: Manor Kunstpreis
- 1996: Cena Conrada Ferdinanda Meyera za mladé umění
- 2001: Kulturní cena kantonu Graubünden

### Stipendia a studiové ceny
- 1974, 1976, 1983, 1985: Federální umělecké stipendium/Swiss Art Award[15]
- 1979, 1983, 1985: Studijní a pracovní granty z kantonu Curych[16]
- 1985: Umělecké stipendium na pobyt ve studiu City of Zürich v New Yorku
- 1983, 1984, 1985: Umělecké stipendium od města Curych
- 1991: Umělecké stipendium na pobyt ve studiu Landis & Gyr Foundation v Londýně
- 1996: Umělec v rezidenci v Los Alamos Laboratories, Nové Mexiko, USA

## Film a televize
- Michael Hegglin, Der Fotokünstler Hans Danuser a seine Arbeit im öffentlichen Raum. In: 10vor10 na švýcarské TV SF DRS, 1993.
- Michael Hegglin, Zeichen im Dunkel – Hans Danuser. In: Swiss TV SF DRS a TV broadcaster 3sat, duben 1996.
- Barbara Seiler, Krajina v pohybu – v rozhovoru s umělcem a fotografem Danuserem. In: Sternstunde, Swiss TV SF TV, 18. 1. 2009 a 24. 1. 2009, video 52 min. 16 sekund. : Kamera, Christine Munz / Zvuk, Michael Ryffel / Střih a hudba Brian Burmann / Režisér René Baumann / Vedoucí produkce Rahel Holenstein / Redaktorka SF TV, Marion Bornschier, koprodukce Videoladen Zürich / Sternstunden, Swiss TV SF TV, Zürich / Premiéra v kině v Kinu Canva v rámci programu Solothurner Filmtage, 2009.